# Tomelilla Byagård

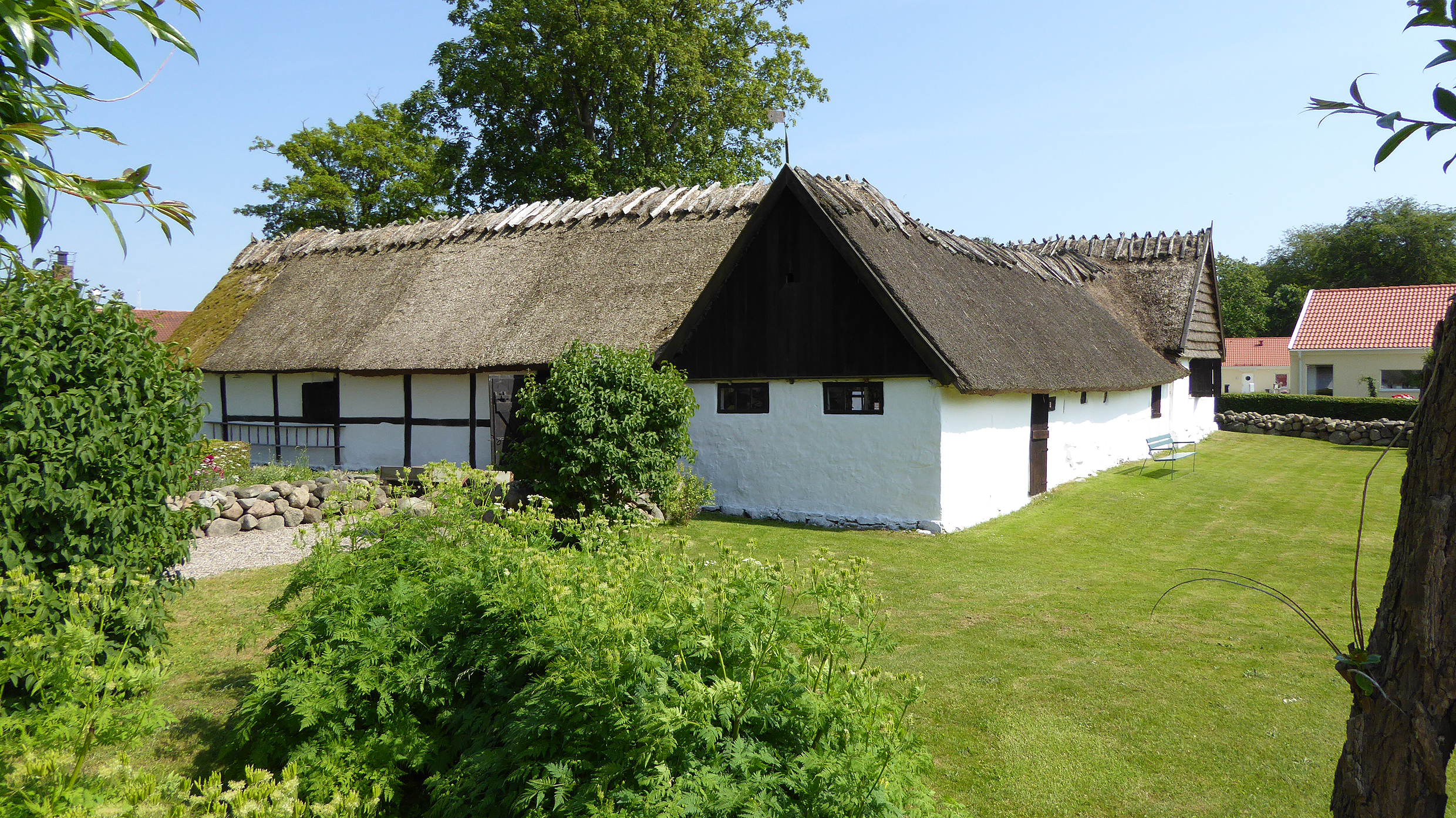
Byagården i Tomelilla från nordväst.

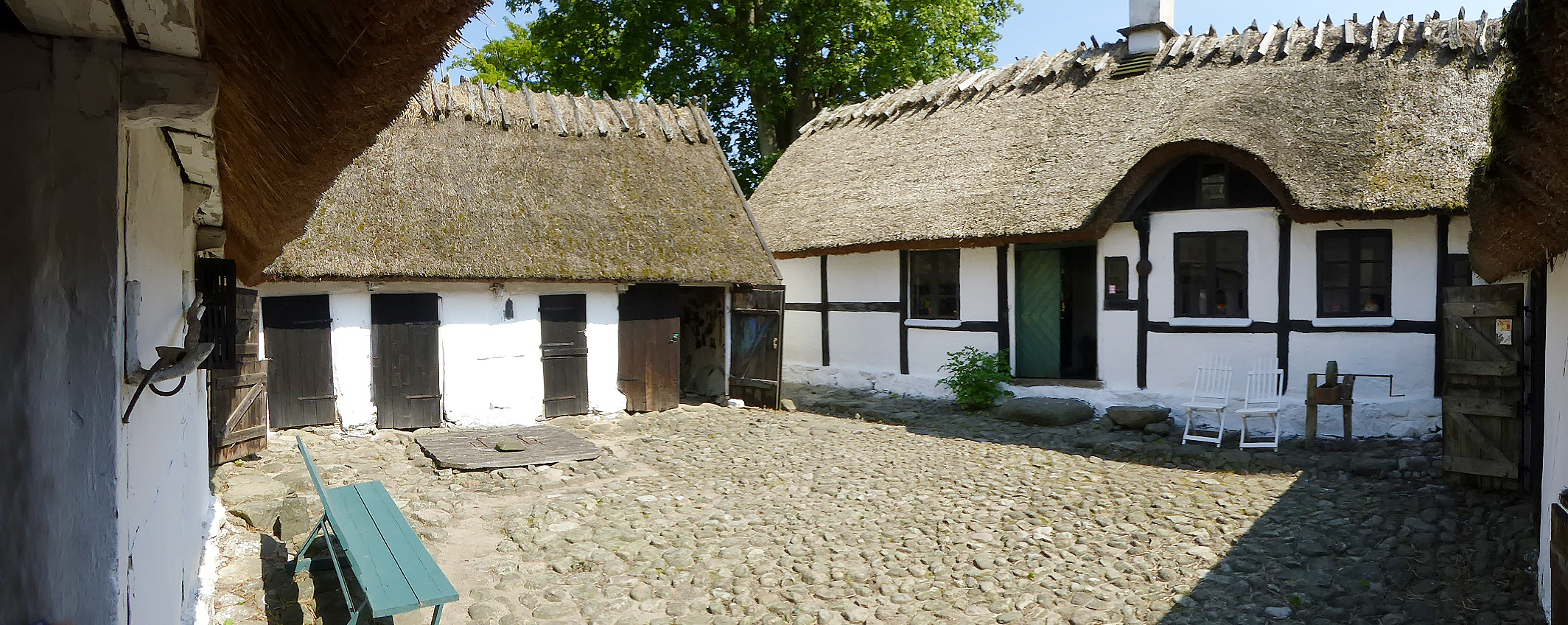
Gårdsplanen med boningshuset i söder.

Byagården i Tomelilla är en hembygdsgård i Tomelilla från 1800-talet och den drivs av föreningen Tomelilla byagård.
Tomelilla by låg alltsedan medeltiden under frälset, i huvudsak under Örups slott. Bönderna ägde inte själva sina gårdar utan hade dagsverksskyldigheter till slottet. År 1761 fanns fem gårdar i byn vars innevånare levde i armod.

## Historik
Innan laga skifte genomfördes åren 1840–1845 i Tomelilla by hade gårdsantalet ökat till sju. Tre av dessa flyttade ut i samband med skiftets genomförande. Byagården överlevde i sitt gamla skick och 1922 kom den i fokus under ett stort skånskt hembygdsmöte. Föreningen Skånskt folkminnesarkiv arrangerade en kurs på Sydöstra Skånes folkhögskola i Tomelilla. Under kursen skulle deltagarna besöka en gammal skånsk bondgård och lotten föll på Byagården. Under kaffepausen på gårdsplan väcktes tankarna om att bevara gården som en hembygdsgård. 1926 förverkligades dessa tankar genom inköp av gården. Hembygdsföreningen hade då redan instiftats och på Theodor Tufvessons förslag hade denna fått namnet Föreningen Tomelilla byagård.
Då gården befann sig i dåligt skick företogs de närmaste åren efter inköpet en pietetsfull renovering. Alla senare tillbyggen skalades bort och endast gammalt byggnadsmaterial och gamla byggnadstekniker fick användas. Till taktäckning användes den på den skånska slätten traditionella halmtaksläggningen. Bakugnen, som 1869 ersatts av en modernare variant, återställdes till sin forna, från huskroppen utskjutande del. Den 12 juni 1927 kunde invigningsfesten hållas. Georg Karlin från Kulturhistoriska museet i Lund invigningstalade.

## Gårdsbeskrivning

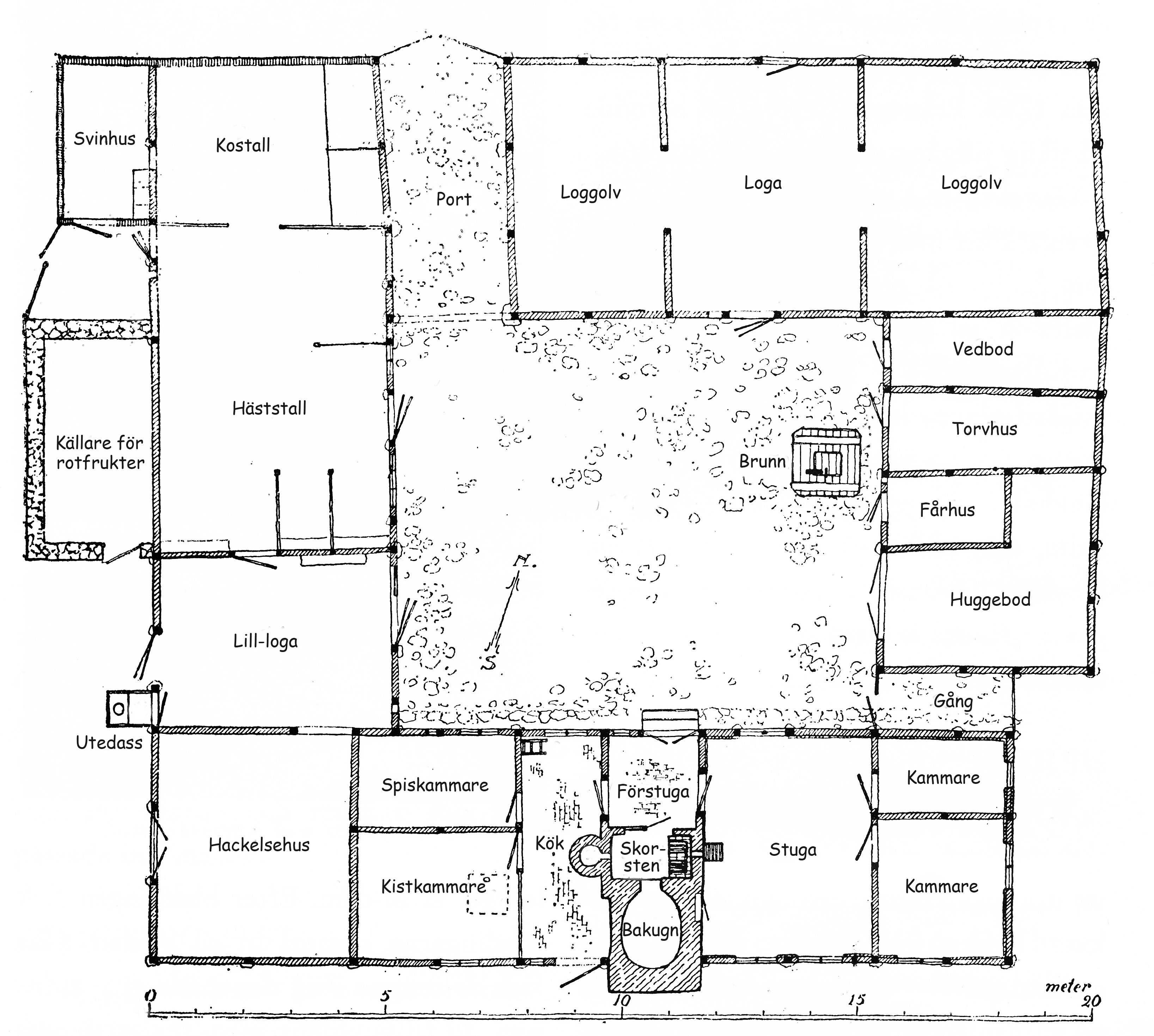
Planritning över gården.

Byagården är en fyrlängad, helt kringbyggd bondgård där gårdsplanen endast mäter nio gånger tio meter. Den överbyggda porten ligger i norr och ut mot öster finns en mindre öppning. De fyra längorna är uppförda av ektimra. Boningshuset i söder har torkad lersten i väggarnas fackfyllnad, medan övriga längor har lerklinade väggar. Som var vanligt på den skånska slättbygden vilar inte husens stolpar på en horisontell träsyll utan står direkt på grundstenarna. Boningshusets västra gavelröste har ingen brädtäckning utan en halmbeklädnad – en i dag mycket ovanlig byggnadsdetalj i bevarade skånelängor.
Av de fyra längorna är den västra den i dag äldsta, från tidigt 1800-tal. Här fanns gårdens stall. Den norra längan var inrymd till loge. I den östra längan fanns bland annat torvhuset. Då virket var dyrt och sällsynt på slätten eldades det med torv. Gårdens södra länga var dess boningsdel med sin centralt placerade förstuga och därintill liggande eldstad och bakugn.

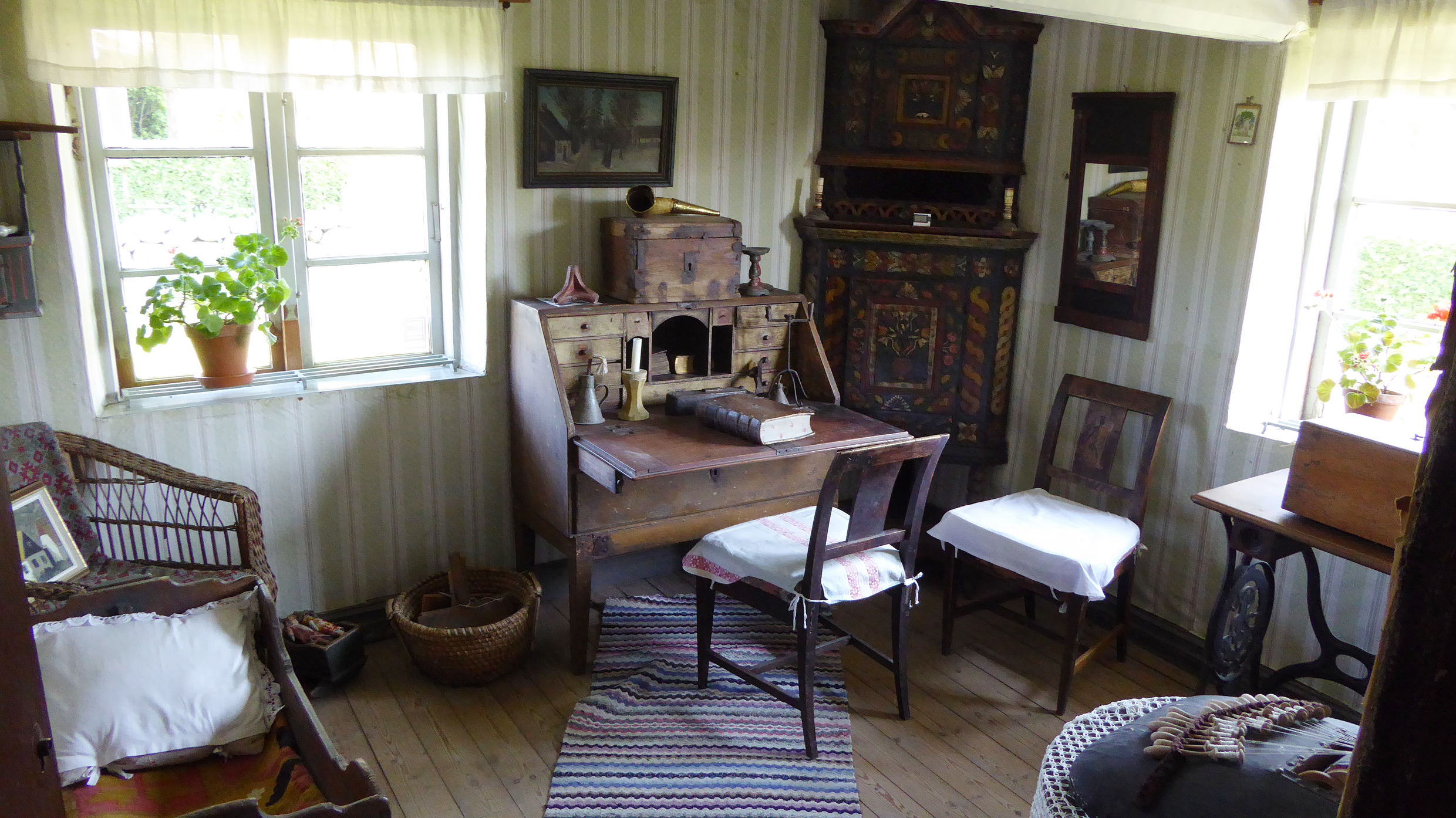
Interiör.
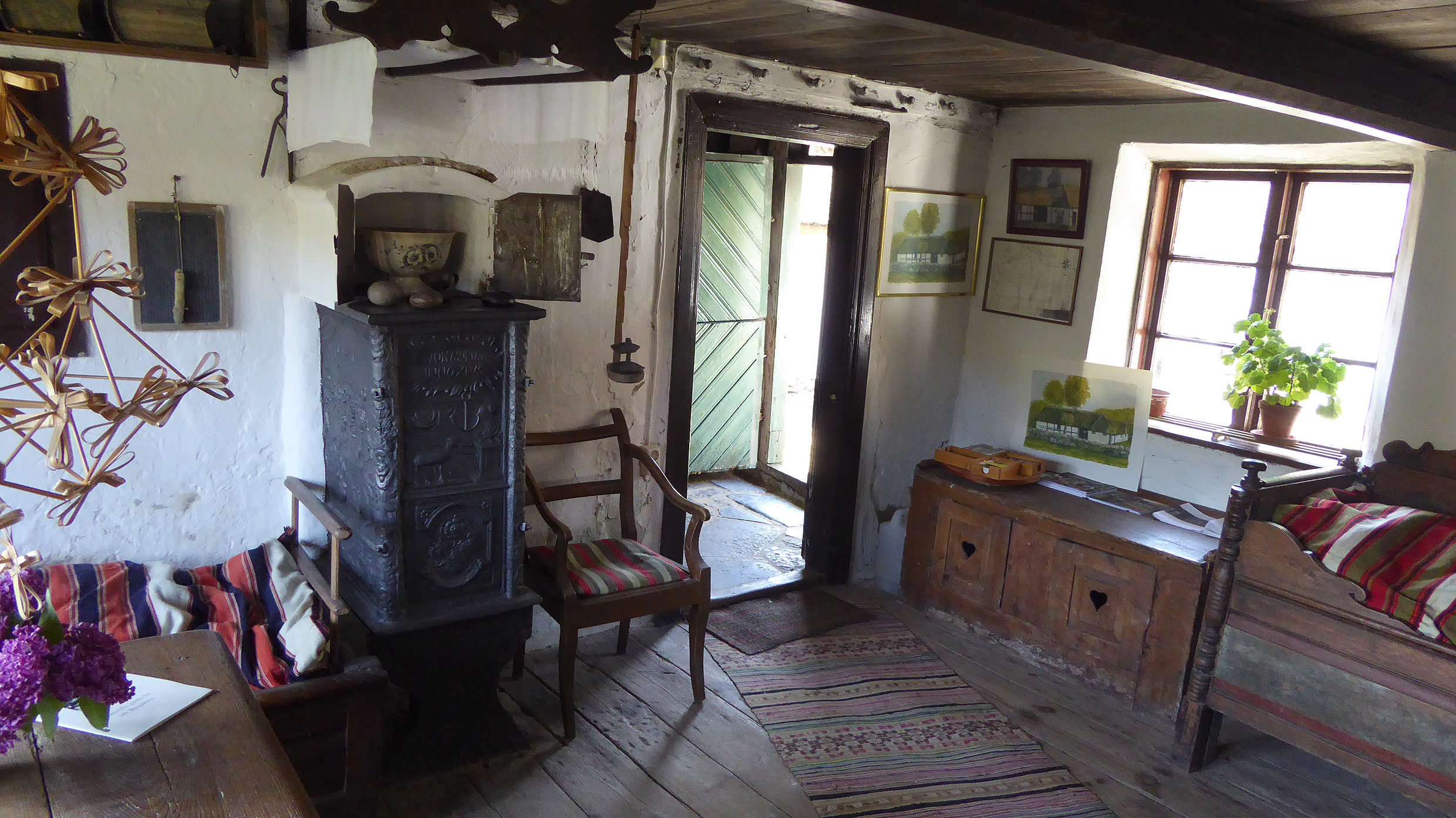
Interiör.
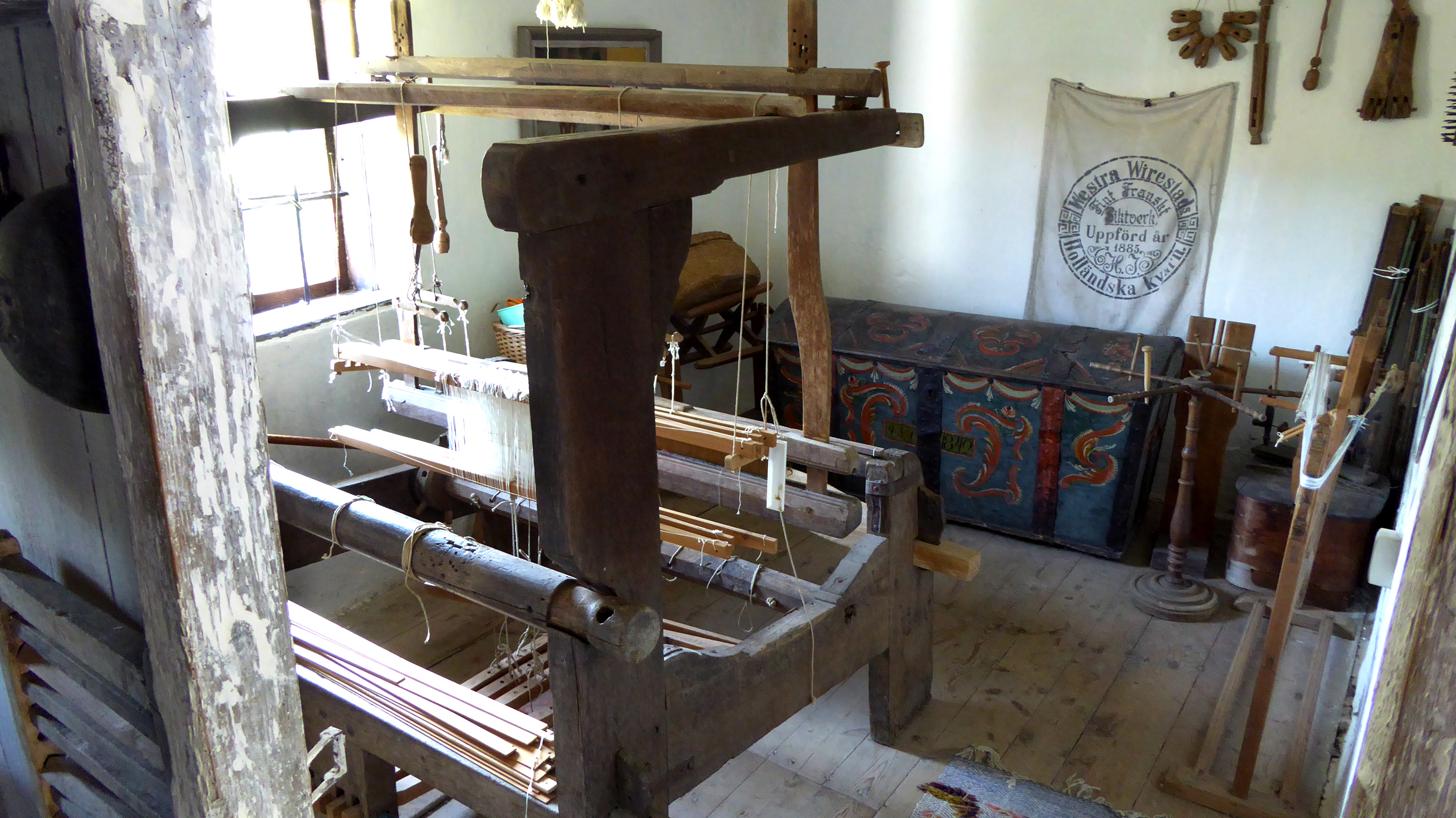
Interiör.
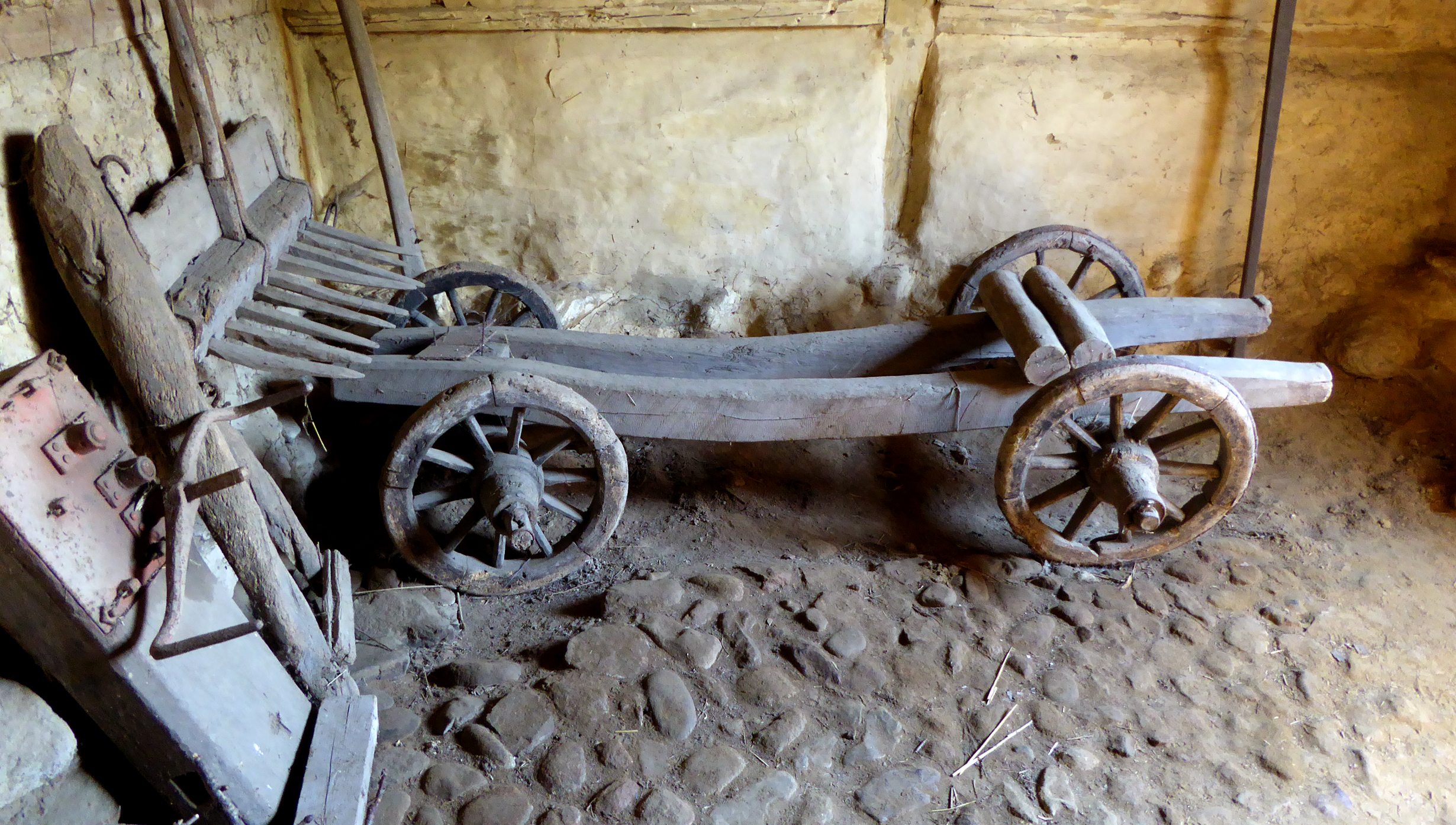
Äldre arbetsvagn.